# Sequencing Batch Reactor
Das Sequencing-Batch-Reactor-Verfahren (deutsch: Sequenzielles Biologisches Reinigungsverfahren; kurz SBR-Verfahren) ist eine Variante des konventionellen Belebtschlammverfahrens.

## Aufbau und Betrieb
Der SBR besteht in der Regel aus einem Reaktionsraum, der zuerst die Funktion eines biologischen Reaktors und danach die eines Sedimentationsbeckens übernimmt. Im Gegensatz zu kontinuierlich durchflossenen Reaktoren wird der SBR im Satzbetrieb befüllt und geleert. Die herkömmliche räumliche Trennung der biologischen Prozesse und der Sedimentation wird durch eine zeitliche ersetzt. Das Zeitintervall vom Beginn des Füllvorgangs bis zum Ende des Klarwasserabzugs und einer eventuellen Ruhephase wird als Zyklus bezeichnet.

Die Phasen beim SBR-Betrieb

Für das SBR-Verfahren sind mindestens zwei voneinander unabhängige Becken nötig, um das weiter zulaufende Abwasser zu Puffern. Die Reaktoren durchlaufen jeweils einen Zyklus, der sich von Kläranlage zu Kläranlage unterscheiden kann. Ein einfacher Zyklus besteht aus den Phasen Füllen, Mischen, Belüften, Sedimentieren und Dekantieren. In der Sedimentation setzt sich der Schlamm unten ab. In der Dekantion fährt ein Teleskopschieber herunter, der die klare Wasserschicht abzieht.
Der SBR-Zyklus ist durch eine aufeinanderfolgende zeitliche Prozessphasenfolge gekennzeichnet. Die hydraulische Entkopplung des SBR-Verfahrens macht es möglich, Dauer, Häufigkeit und Anordnung der Phasen des Zyklus variabel zu gestalten. Der Zyklus beginnt mit der Füllphase, in der bereits unter anaeroben oder anoxischen Verhältnissen die ersten Abbauprozesse beginnen. In der eigentlichen Abbau- oder Reaktionsphase wird der Reaktor belüftet. Je nach Reinigungsziel können auch unbelüftete Phasen eingeführt werden. Es folgt die Sedimentationsphase, in der sich der belebte Schlamm absetzt und sich eine Klarwasserschicht ausbildet. In der Dekantierphase wird das überstehende Klarwasser abgezogen. Anschließend kann eine betriebsbedingte Ruhephase folgen oder der Zyklus beginnt erneut. Eine separate Nachklärung ist beim SBR-Verfahren nicht notwendig.
Auch Kleinkläranlagen werden seit dem Jahr 2000 mit der SBR-Technik gebaut. Seitdem hat sich diese Technik zum meistverkauften Kleinkläranlagensystem entwickelt. 
Es werden heute gleiche Ablaufqualitäten wie bei herkömmlichen Kläranlagen erreicht.

## Beispiel

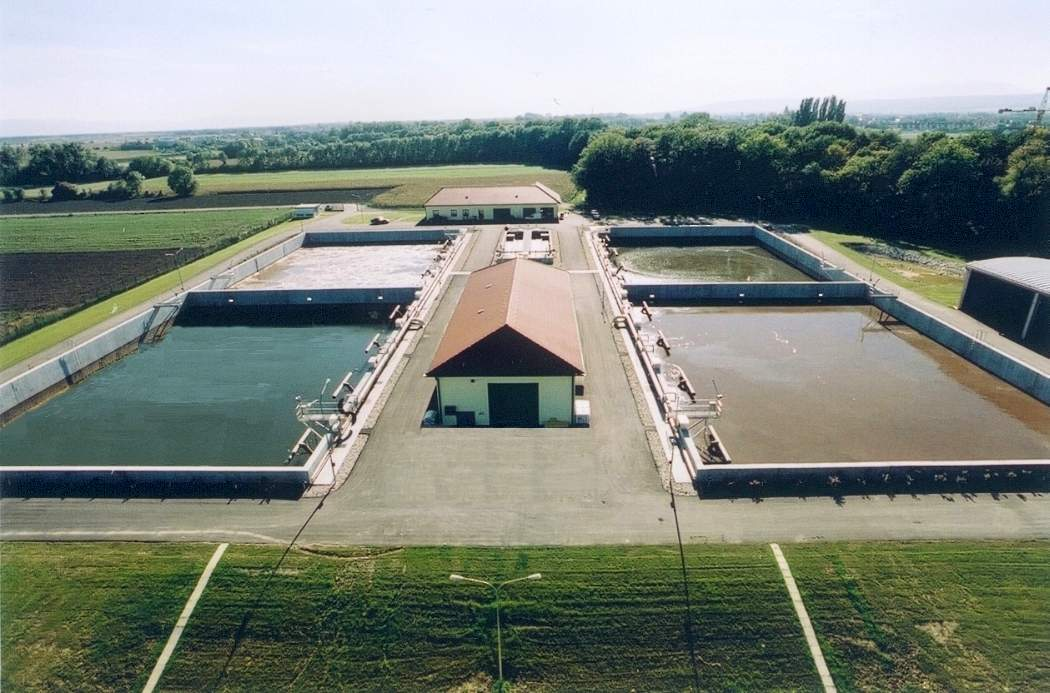
Kläranlage Sollenau

Ein Beispiel einer SBR-Anlage in Sollenau, Bezirk Wr. Neustadt in Niederösterreich:
- Ausbaugröße: 60.000 EGW (Einwohnergleichwert)
- Max. Zulauf: 12.000 m³/Tag
- Auf den CSB (Chemischer Sauerstoffbedarf) bezogener Wirkungsgrad (2005): 94,5 %
- Auf den BSB (Biochemischer Sauerstoffbedarf) bezogener Wirkungsgrad (2005): 97,9 %
- 4 Becken zu je 7988 m³
- Schlammanfall ~ 3000 t/Jahr mit ~23 % Trockensubstanz-Gehalt

## Sonderformen
Ein neueres Verfahren das als SBR betrieben wird ist das Nereda-Verfahren. Es wurde Anfang der 2000er an der Technische Universität Delft entwickelt und arbeitet mit Bakterien Granulat statt Schlamm. Dadurch kann auf das Absetzbecken verzichtet werden.